# 秀吉 (NHK大河ドラマ)
『秀吉』（ひでよし）は、1996年（平成8年）1月7日から12月22日にかけて放送された35作目のNHK大河ドラマ。原作：堺屋太一、脚本：竹山洋、主演：竹中直人。全49回。

## 作品内容と反響

### 概要
堺屋太一の小説『秀吉〜夢を超えた男〜』『豊臣秀長』『鬼と人と 信長と光秀』（主人公：明智光秀と織田信長）の3作品を物語の基とし、脚本家の竹山洋自身が創作した逸話なども随所に取り入れてドラマ化した。
豊臣秀吉を主人公にした大河ドラマは、1965年の『太閤記』以来、31年ぶり2作目。『八代将軍吉宗』の総集編が終わった後の予告で「これがドラマだ!」と強調、竹中直人やおね役の沢口靖子のほか、信長役の渡哲也の重厚な演技、秀長役の高嶋政伸、なか役の市原悦子、足利義昭役の玉置浩二、千利休役の仲代達矢、光秀役の村上弘明などの脇役たちの存在感もそれぞれ光るものがあった。
平均視聴率30.5%、最高視聴率は37.4%と、歴代の大河ドラマの中でも上位に位置する高視聴率を記録。この作品以降で平均視聴率・最高視聴率いずれも30%を越えた作品は存在しない。大河ドラマとは無縁とされていた若年層の視聴者層も大きく取り込むことが出来たため、当時の日曜20時の民放二大番組であった『元気が出るテレビ』を終了に追い込み、『ごっつええ感じ』を番組路線改変まで追い込んだ。
豊臣秀吉役の竹中直人が事あるごとに、手を突き出して5文字を強調しながら言う決め台詞「心配御無用!」は、その年の流行語となった。その後この決め台詞は真田広之演じる石田三成にも引き継がれている。放送初回に大仁田厚演じる蜂須賀小六が秀吉を担ぎ上げる場面では、褌の横から竹中の陰部が露出していることが放送直後から話題になったが、NHK側は「放送前から承知していたが、モザイク処理を入れたらかえって不自然だと判断した」とコメントした。なおこの場面は総集編でもモザイクが入らずに放送されているが、DVD化の際にはモザイク処理されている。
渡は『勝海舟』の主役を病気で途中降板して以来久々の大河ドラマ出演となったが、渡演ずる信長に極めて強い反応があり、当初の予定を変更して渡の出演を4回分延長する処置をとった。番組終了後、大阪新歌舞伎座での自身の初舞台公演でも信長役を2回演じ、その後2002年には宝酒造の日本酒『松竹梅』のCMでも、信長のような役を演じている。久々の大河出演にあたって、所属する石原プロモーション専務の小林正彦は「渡哲也の完全復活のチャンス」と位置づけ、積極的なプロモーションを展開した。渡の演技に注目が集まったために、信長死後の平均視聴率は32%から28%と4ポイント落ちてしまった。また、30%を超えた回は信長生前は30回中24回分だったが、信長死後は19回中5回分であった。
当時高級食品だった豆腐を百姓が食べている、当時日本にいなかったはずの犬種が出てくる、秀吉の母・なかが軍議の席に乱入するなど、時代考証を無視した描写が存在した。また、第6回で描かれた墨俣の一夜城伝説は歴史学者の間では後世のフィクションというのが定説となっているが、それを肯定してしまうと脚本自体が成立しなくなってしまうため、歴史考証を担当した小和田哲男は「立派な櫓や石垣のある城ではなく急ごしらえの砦に見えるようにしてほしい」と進言するにとどめたという。
本作では、秀吉の生涯を人間味を重視して描くとともに、秀吉の弟・秀長（小一郎）にも光が当てられている。秀長が主要人物として登場する大河ドラマは『おんな太閤記』以来15年ぶりであり、『太平記』で足利尊氏の弟・足利直義を演じた高嶋政伸が彼の実務面での奮迅振りを演じた。全体として家族の描写には力が入れられており、史実では没年不詳でドラマでも小説でも描かれることの少ない継父・竹阿弥が終盤まで登場し、秀吉との和解に至る展開も描かれている。
村上弘明演じる明智光秀は秀吉・信長に次ぐ準主役的な扱いで、その家族・家臣もストーリーの中で大きく取り上げられている。初回から浪人時代の光秀が描かれ、そこから秀吉との出会いと、織田家に仕官した後の互いに認め合う良きライバルとしての関係、更に光秀が信長に虐げられて本能寺に至るまでの過程が詳細に描かれている。
その一方で、徳川家康を演じた西村雅彦は自身の扱いに不満を漏らしていた。局側からは「これからどんどん膨らんでいきますから」と説得されていたという。しかし、西村は「そのまましぼんでしまった」と振り返っている。

### 「本能寺」
本能寺の変での信長の最期は、自ら太刀を振るっての殺陣で明智軍を震え上がらせ、燃え盛る炎の中で白装束の信長が「人間五十年」で有名な幸若舞「敦盛」の一節を謡った後、「神か…、神が死ぬか!」と叫び頚動脈を自ら斬り、大量の血を吹き出させながら絶命するという壮絶なシーンとなった。数ある本能寺の映像作品の中で、切腹以外の方法で死ぬ信長の描写は初めてであったという。
本能寺に至る理由として、本作では信長による光秀への冷遇（敵地への領地替えや、光秀の母・美が八上城に人質に取られているにもかかわらず、信長が八上城主・波多野秀治・秀尚を殺害してしまう等）とともに、信長によって長男・信康と正室・築山を失った徳川家康、および信長に茶道を冷遇された千利休の2人が、光秀に謀反をけしかけるという陰謀説を採用している。なお、ストーリーブックに収録されていたあらすじでは、明智光秀が小栗栖で死なずに天海と名を変え徳川家康に仕えたことを示唆する展開がなされていたが、実際に放映された作品では史実通りに光秀は小栗栖で死んでいる。なお、作中ではその最後を見届けた石川五右衛門の計らいで光秀の首は坂本城に届けられ、届けられた光秀の首を抱えて煕子が琵琶湖へ入水自殺するという顛末となっている。
なお、この放送回の翌週の8月4日はアトランタ五輪・男子マラソン放送により休止となることから、エンドカードの後、鎧姿の秀吉が「来週の『秀吉』は、オリンピック放送のためお休みいたしまする。がんばれニッポン! 心配御無用! ニカッ!」と語り掛ける特別なスポットが放映された。DVD化の際にはカットされ収録されていないが、後の2020年7月12日に放送された特集番組「『麒麟がくる』までお待ちください 戦国大河ドラマ名場面スペシャル」では、本作の紹介の中でこの特別スポットが再び放映された。

### 描かれなかった秀吉の晩年
織田信長の死までは秀吉の光り輝くサクセスストーリーが展開されるが、天下人となった後は朝鮮出兵や千利休の切腹など、秀吉の陰の部分にも注目する展開になっている。しかし、話自体は秀吉が栄華を極めていた時期、史実からすると小一郎秀長や、母・なか（大政所）が亡くなった時点で終了し、甥・秀次一家の惨殺や朝鮮出兵の失敗などの最晩年は描かれなかった。なお、竹中本人は2003年の再放送でのインタビューの際「天下を取った後の堕ちてゆく秀吉を演じたかった」と発言している。
本編の最終回のサブタイトルは後述の通り「夢のまた夢」という、秀吉の辞世の一部であり、秀吉がおねのご機嫌をうかがうために大坂城で催した架空の花見と、そこに顔を出した豊臣家の人々や家臣・大名たちが華やかに描かれる。そして最後には一人となった秀吉が亡き母に辞世を伝え、不意に現れた段々畑に挟まれた坂道を、沈みゆく夕日に向かい一人光に包まれて駆け登っていく、という彼自身と一族の最期を暗示するようなラストシーンが描かれた。
ただし、総集編では描き方が変わり、秀吉が同じ道を背景に現れ「さよなら! あぁ～～～!（花吹雪で飛ばされる）来年の大河ドラマ・毛利元就もどうぞよろしく! 心配御無用!」とアドリブを入れたバージョンで完結し、ラストの印象は本編と総集編とでは大幅に変わったものになっている。2003年の再放送では、翌年の大河ドラマに関する部分がカットされ、「さよなら!」の挨拶と、「心配御無用!」の決め台詞のみのバージョンとなっている。

## あらすじ
尾張国中村の百姓の子として生まれた日吉（後の秀吉）は、松下家に仕えていたが、買い付けの最中に高野聖に金を盗まれてやむなく逐電する。傷心のままに故郷に戻ったときに、たまたま諸国流浪中の明智光秀に出会い、光秀に触発され改めて武士になる夢を抱く。
やがて織田信長の下に小者として仕官した秀吉は、足軽昇進後に拝み倒して家臣になってもらった弟・秀長との絶妙なコンビネーションで、一夜城の建設や竹中半兵衛の調略等に成功し、織田家中の中でめきめきと頭角を現わしていく。
一方、一浪人にすぎなかった光秀も縁あって、朝倉家に身を寄せていた流浪の足利義昭に仕えるようになるも、将軍位奪還のために信長の元に使者として送り出された際に、その才覚を見抜いた信長が、光秀を破格の厚遇をもって家臣として迎える。秀吉はそんな光秀にライバル心を燃やし、二人の出世競争が始まった。

## 登場人物

### 豊臣家
- 日吉→秀吉：竹中直人
信長を盲信し、父と同じと慕って忠義を尽くす。信長へは「ごもっとも！」を連呼する。「心配御無用！」のセリフと共に猛烈な行動力で数々の仕事をこなし、信長から「侍たるものは皆、秀吉にあやかりたく存ずべし」との最上級の評価をもらう。正室であるおねに惚れ大事にしているが、女好きであることを公言し、度々浮気をしている。織田家家臣時代は庶民的で命を尊ぶ性格だったが、出世とともに次第に傲慢になっていく。
- おね：沢口靖子
秀吉の正室
最初は前田犬千代と婚約していたが、後述の拾阿弥の一件で破談となる。以降その原因を作った秀吉を毛嫌いするが、逆に一目惚れされる。やがて秀吉の熱意に惹かれて結婚する。その後秀吉との間に子を儲けるが流産し、これが原因で子供を産めない体になってしまった。ただし本人以外でこれを知るのは流産に際して身近にいた秀長のみであり、秀長自身もおねから隠すよう懇願されたため、秀吉ですら知らずにいた。晩年は淀が秀吉との間に子を成したことから、精神が不安定になった。
- 小竹→小一郎→秀長：高嶋政伸
秀吉の弟
兄・秀吉と同等の第二の主人公として描写され、兄の無茶をフォローする名補佐役としての姿が描かれた。また、千利休の娘・お吟と祝言をあげる設定がされている。晩年は豊臣家のためにかなりの貯金をしていたことを死後、兄に知られる。
- 茶々→淀：小井紗陽→松たか子
秀吉の側室。浅井長政・市の娘。
秀吉によって二度も夫を殺された母・市から「サルを殺せ、羽柴の家を滅亡させよ」との遺言を受け、秀吉の側室となる。そしてその美貌により、豊臣家に波乱を巻き起こしていく。一方で正室であるおねを気遣う面も描かれている。おねからは自分と違い子宝に恵まれたことから「淀が悪いのではないとわかっているのに、心苦しい」という複雑な感情を抱かれている。大政所とはあまり仲が良くない。なお、常に高齢の侍女を従えているが、これが大蔵卿局であるかは劇中では明かされていない。
- おかつ：川上麻衣子
秀吉の側室。浅井長政軍の足軽をしている夫の未亡人。石田三成の養母。
秀吉との間に長男の石松丸を儲けるが、先立たれる。
- お福：高瀬春奈
秀吉の側室。宇喜多秀家の母。
最初は宇喜多直家の正室だったが死別し、未亡人となる。毛利攻めの最中であった秀吉と面会し、以後は世話女房的な役割を果たす。
- 鶴松：深川雄太
秀吉の次男。息子を殺されたがんまくに命を狙われるが、未遂に終わる。しかし間もなく夭折。
- 拾い：若林晋太郎
秀吉の三男。
- 石松丸：高野成政
秀吉の長男だが、夭折。
- 秀勝：青木海
信長の子。秀勝（石松丸）を失った秀吉の養子となる。信長の死後、清州会議で丹波亀山城を与えられるが、そこで病没。
- お豪：松尾恵理香→坂田麻衣子
秀吉の養女。前田利家の娘。
- なか：市原悦子
秀吉の生母。大政所。尾張訛りで喋る。
秀吉を深く愛する良き母親として描かれるが、晩年は傲慢となった秀吉を非難していた。しばしば、未来の光景を夢で見ることがある。朝鮮出兵に最期まで反対していた。
- 竹阿弥：財津一郎
なかの二人目の夫。秀長と朝日姫の実父。
天下人となった秀吉の体面のために、秀吉の生家の百姓家が壊される様子を複雑な表情で見つめた。秀吉とは不仲だったが、終盤では父親と認められる。
- 秀次：三国一夫
秀吉の甥。長久手で家康に大敗した。
- とも：深浦加奈子
秀吉の姉。常に夫とともにコメディーリリーフ的な役割を担っていた。幼馴染である五右衛門が処刑される際、彼を助けようとするが失敗する。
- 長助：ビートキヨシ
ともの夫。武将としての才覚には欠ける。
- さと：細川直美
秀吉の妹。夫の仲蔵との間に一児を儲けている。秀吉の政略のために夫と強制離縁させられ徳川家に嫁入りさせられるが、間もなく闘病中の母の見舞いに帰国し、そこで出家した仲蔵と再会を果たす。秀長と違い、彼女の死はナレーションで語られるのみだった。
- 仲蔵：岡本健一
さとの夫。豊臣家の面々と常に行動を共にするが、秀吉が家康を懐柔するために妻と強制離縁され、大坂城を去った。
- 浅野又右衛門：宗近晴見[注 6]。
おねの養父。おねと秀吉の縁談には懐疑的だったが、最終的に認める。
- あさひ：白川由美
おねの養母。夫と同じくおねと秀吉の縁談には懐疑的であった。

### 豊臣家臣
- 竹中半兵衛：古谷一行
年上の女性を好みとし、光秀の母に恋していた（しかしこれは追っ手から光秀の母を逃すための演技であった）。光秀の母からの光秀への仕官への要請を断り、秀吉に仕官する。秀吉の軍師として活躍するが、毛利攻めの最中に病没。
- 細川藤孝：浜畑賢吉
最初は足利将軍家の側近だったが、後に織田・豊臣家の配下になる。
- 細川忠興：小林滋央
藤孝の子。岳父である光秀からの援軍要請を父とともに断り、豊臣家の配下になるが、後に徳川家の傘下に入る。
- たま：清水桂那→田村英里子
忠興の妻で、明智光秀の三女。母はひろ子。本能寺の変後は、婚家である細川家から離縁されて追われて京の味土野の山奥の庵に幽閉されるが、後に許されて夫と復縁する。
- 佐吉→石田三成：小栗旬→真田広之
少年時代に秀吉に仕えはじめ、忠実な家臣として重用されるが、成長後は秀吉に諫言することが多くなり、秀吉からの折檻を受けることもたびたびあった。長久手の合戦後、なかに徳川家へ人質として出向くよう要請し、秀吉の逆鱗にふれたがその際「石田三成は豊臣の子にございまする」と語り、自身の並々ならぬ覚悟を示した。
- 蜂須賀小六：大仁田厚
秀吉の家臣の一人。元は美濃斎藤家に仕える川並衆の頭領。信長のことは嫌っていたが、秀吉とは放浪していた頃からの縁で稲葉山城の陥落後、秀吉に従うようになる。総髪、髭面、卍を金箔で打ち出した革鎧を着用するという荒法師めいた格好で登場した。主に大砲で戦う。
- 小寺官兵衛→黒田官兵衛→黒田如水：伊武雅刀
元は播州小寺家重臣でありながら信長に仕え、嫡子・松寿丸を人質として預けている。当初は周囲をかえりみない豪胆な態度と言動で煙たがられ、秀長から「あの者は人を苛立たせる」と言われてしまう。古くからの軍師である半兵衛をライバル視し、彼の献策を真っ向から否定するなどの描写も見られた。それを見抜いた半兵衛から、軍師のあり方を諭される。後年は打って変わって深謀遠慮な人柄に変貌し清州会議などの場面で重きをなしている。
- 松寿丸→小寺長政：内田悠太→田中丈資
官兵衛の子。
- 小西弥九郎→小西行長：小西博之
毛利攻めの最中の秀吉に仕官する。後述の酒の席で五右衛門の仲間を殺してしまう。
- 加藤清正：高杉亘
- 福島正則：松田敏幸
豊臣家の配下として、常に行動を共にする。三成とともに裸踊りをしている。
- 前野将右衛門：長江英和
秀吉の最古参の家臣の一人で、後に秀次側近となる。
- 浅野長吉→浅野弥兵衛→浅野長政：原田優一→天現寺竜
織田信長の家来だったが、秀吉の与力となる。
- 堀尾茂助：高村祐毅→大地泰仁
織田家家臣だったが、後に豊臣家に仕え、三中老の一人となる。
- 堀久太郎：戸井勝美
織田家家臣だったが、後に豊臣家に使える。小田原征伐時に陣中で疫病にかかって急死。
- 宇喜多八郎→宇喜多秀家：浅利陽介→西手武
お福と宇喜多直家の子。
- 上杉景勝：神谷秀澄
越後の国主。
- 拝郷五左衛門：須賀友之
織田家家臣。賤ヶ岳の戦では柴田軍に味方するが、福島正則に討たれる。
- 藤堂高虎：徳秀樹
当初は浅井家家臣だったが、後に織田数学→豊臣と主君を次々と乗り換えていく。
- 稲田大炊助：梶原善
蜂須賀家臣。
- 加治田隼人：中山正幻
蜂須賀家臣。
- 日比野六大夫：佐藤信一
蜂須賀家臣。

### 織田家
- 織田信長：渡哲也
織田家当主。敵対勢力には女子供にも容赦しない苛烈さをもつ一方、秀吉の良き理解者でもある。本能寺の変で横死。
- 吉乃：斉藤慶子
信長の側室。信長の正室・濃姫の侍女だったが、彼女の代わりに信忠と信雄と徳姫を生む。信長に先立って病没。
- お鍋：櫻井公美
信長の側室。吉乃の死後、事実上の正室に格上げとなった。本能寺の変で死亡している。
- 奇妙丸→織田信忠：飯塚恭平→西川忠志
信長と吉乃の子。父とともに叔父・信行に襲撃されるが、難を逃れる。父とともに本能寺の変で戦死。
- 北畠信雄→織田信雄：西川弘志
信長と吉乃の子。清州会議の際は信孝と織田家の当主の座を巡って兄弟喧嘩を起こし、秀吉に叱責される。後に家康と組んで秀吉と戦うが、使者となった三成に脅され、降伏する。その人物像から秀吉や家康からは高く評価されなかった。
- 神戸信孝：佐伯太輔
信長と鍋の子。
信雄より僅かに早く生まれたが、吉乃が生母ではなかったために三男とされる。柴田勝家の敗北後、自害。
- 三法師：飯田綾真
信忠の子。秀吉の傀儡にされる。
- 土田御前：三條美紀
信長と信行と市の母。長男の信長を嫌い、次男の信行を偏愛する。
- お市：頼近美津子[注 7]
信長の妹。浅井長政・柴田勝家の妻。
長政との間に茶々（淀）と初と小督（江）を儲ける。息子・万福丸を処刑した信長を責め立てるが、徐々に落ち着きを取り戻す。柴田と再婚するが、秀吉に敗れた夫とともに越前北庄城で自害する。
- 織田信行：大石悟郎
信長の弟。信長との家督争奪に敗れ、側近の柴田に成敗される。
- 林佐渡守：高松英郎
家臣。信長幼少時からの老臣で最も発言権を持っていたが、美濃攻めなどでの戦功が乏しいことがもとで、信長から遠ざけられる。常に尊大な態度で秀吉に対しては手厳しい。佐久間とともに信長の苛烈な性格に疑問を感じ、謀反を企むが、勝家の密告で失敗する。
- 佐久間信盛：織本順吉
家臣。林に次ぐ織田家筆頭格。信行のクーデターの際、柴田らが離反するなか信長を支えた。比叡山焼き討ちの命を受けた際は家臣で誰よりも早く「待った」をかけたが聞き入れられず帰国を命じられる。後年、秀吉に対しては柔軟で、亡き妻の思い出話をするなど人情味ある人物として描かれた。林とともに送別会で秀吉一家に接待されながら、織田政権から去る。
- 柴田勝家：中尾彬
家臣。通称を権六。若い頃、信行に仕えたが、あと一歩のところで手が震えた信行に脆弱さを感じて信長を選び、自ら信行を成敗した。晩年は織田家随一の統率力で重きをなす。足軽時代の秀吉を悪し様に罵倒し対立を繰り返していたが、金ヶ崎の陣では、しんがりを志願した秀吉に気遣う言葉をかけ、宴の席では酒を酌み交わすなど次第に良好な関係となっていったが、清洲会議で激しく対立してしまう。賤ヶ岳の戦いで戦死する際、お市の娘たちを逃がす。
- 丹羽長秀：篠田三郎
家臣。柴田と並び信長の信任を最も得ている。城壁の三日普請の役目を秀吉に奪われ面目をなくして以来、秀吉を快く思っていなかったが、光秀や秀吉ら新参の臣下の頭角を感じてからは影に回ることが多く、専ら柴田と秀吉の間を取り持つ役回りに終止した。秀吉の配下になるが、病気を理由に豊臣政権から身を引く。
- 滝川一益：段田安則
家臣。桶狭間以後で頭角をあらわした織田家古参の家臣の一人で秀吉とは出世のペースが近いが、重要な局面では常に柴田を支持しているため対立を繰り返す。信長の死後、北条家に大敗を喫したショックから白髪となる。清州会議では秀吉に疑念をぶつけ、列席の面前で厳しく批判した。
- 池田恒興：五代高之
家臣。常に信長につき従い側近として仕えている。秀吉や秀長、おねとも早い段階から面識があり、表面上は機械的に接するが、本心では秀吉に同情的な表情を見せる描写がある。小牧・長久手の戦では秀吉に味方したが、戦死。
- 森蘭丸：松岡昌宏
信長の小姓で、信長と重臣たちの面会を取り次ぐ秘書的な役割を担う。本能寺の変で信長とともに戦死。
- 佐々成政：秋山武史
家臣。秀吉を罵倒し対立を繰り返す。後に秀吉配下となるが、九州征伐の際に肥後の国人一揆を鎮圧できなかった咎を受けて切腹。
- 毛利新介：深江卓次
家臣。桶狭間の戦いで今川義元を討つ。本能寺の変で戦死。
- 服部小平太：畑山東一郎
家臣。今川義元を討とうとするが、反撃されて深手を負う。
- 梁田正綱：五森大輔
家臣。桶狭間の戦いにおいて義元を討った毛利新介、服部小平太を差し置いて一番手柄を与えられる。
- 拾阿弥：岡田正典
家臣。茶坊主だが、秀吉に対する嫌がらせが原因で利家の怒りを買い、信長の前で利家に成敗される。この一件で利家は一時出仕を解かれてしまう。
- 村井貞勝：桝田徳寿
家臣。佐々の舅でもある。
- 佐久間盛政：遠藤憲一
家臣。信盛の従甥。賤ヶ岳の戦で柴田に味方した。
- 青山新七：町田真一
家臣。
- 弥助：サムエル・ポップ
信長の家臣の一人で黒人兵。秀吉とも懇意だったが、本能寺の変で討死。

### 前田家
- 前田犬千代→前田利家：渡辺徹
秀吉夫婦とは織田家家臣時代からの親しい間柄である。
- おまつ：中村あずさ
利家の正室。おねとは懇意である。夫との間には利長をもうける。
- 前田利長：中倉健太郎
利家の嫡男。母はまつ。
- 高山右近：森本謙太郎
前田利家の配下になる。

### 斎藤家
- 斎藤道三：金田龍之介[注 8]
稲葉山城主。信長の舅だが、長良川で長男・義竜に討たれる。
- 斎藤竜興：三井智宏
道三の孫で義竜の子。信長に美濃を攻略されて逃亡。
- 安藤伊賀守：塚本信夫
- 稲葉良通：真実一路
- 氏家卜全：竹本和正
斎藤家家臣で、美濃三人衆と呼ばれる。

### 明智家
- 明智光秀：村上弘明
秀吉や秀長と並ぶ本作第三の主人公。
明智家当主。家族思いの性格で、とりわけ母を大切にしていた。
流浪していた頃、秀吉がドジョウすくいをしているのを見つけ、鉄砲の試射を見せる代わりにドジョウを分けてもらうといったごく友好的な出会いであった。
やがて足利将軍義昭の使者として光秀は織田家に現れ、信長に共に仕えるようになる。百姓出で礼儀作法に疎いながらも人なつこい秀吉と、武士階級の出で教養は深いが生真面目に過ぎるが故に周りとすれ違いやすい光秀が互いの個性を発揮し、短所を補いながら立身出世の競争を行う。
その後、人質となっていた母を信長が見殺ししたことなどが重なり、光秀は母の復讐のために本能寺の変を引き起こした。秀吉はその知らせを聞き、中国大返しをなしとげた。光秀は石川五右衛門に秀吉との同盟を託そうとするが無理と聞かされ、長年の友情を築き上げてきた秀吉と決戦するため山崎の地に向かう。影武者がいる。
- ひろ子：有森也実
光秀の妻。温厚な性格だったが、本能寺の変では光秀の天下取りのために秀吉一家の抹殺も企むようになる。後に謀反人の妻となり秀吉に敗れた光秀の首を抱えたまま入水自殺した。
- 美：野際陽子
光秀の母。信長の人質となっていたが、磔刑に処せられる。物語序盤で、周囲の武士が信長を鬼に例えたところ、「鬼には仕官できませぬな。いずれ、鬼は誰かに退治されるもの」と因縁めいたことを話した。後に処刑される間際にも、光秀に同様のことを述べている。織田家家臣の息子を持つ者同士なのか、なかとは打ち解けあい、秀吉にもその人柄を慕われていた。
- 明智秀満：青島健介
家臣。「明智左馬助の湖水渡り」でも知られる。坂本城攻めで秀吉に討たれる。
- 斎藤利三：上條恒彦
家臣。元は道三に仕え、竹中半兵衛や美濃三人衆と並び賞されるほどの存在感を誇っており、織田との戦いの際は美濃を離れる半兵衛を慰留している。浪人中の光秀と、その家族を気遣うなど光秀を親身にサポートし、光秀の配下になることを熱望した。美は光秀に、利三の忠義を大切にせよと諭した。本能寺では明智軍の先頭に立ち采配を振る。後に光秀の首実検に付き合わされた後、処刑される。
- 溝尾庄兵衛：今福将雄
明智家老臣。光秀とともに土民に襲われ、重症を負うが、石川五右衛門夫婦に助けられ、その場で自害した光秀の首を抱えて坂本城に帰還する。

### 徳川家
- 徳川家康：西村雅彦
徳川家当主。人質として幼少時代を織田家で過ごし、その縁から信長を兄と呼ぶが、内心では妻子を処刑された復讐心を抱いていた。築山殿の死後、しばらく正室を持たなかったが、秀吉の懐柔策として旭姫と結婚する。石川五右衛門の処刑の際、秀吉と狂言「耳引」を披露する。本能寺の変の直前、保身のために影武者（演じるのは西村）を雇った。
- 築山殿：石川真希
家康の正室。今川義元の姪。家康との間に信康をもうける。武田家内通の容疑で信長に処刑される。
- 徳川信康[注 9]：佐藤真一郎
家康と築山殿の子で、信長の娘婿。母と同じ理由で舅の信長に処刑される。
- 本多正信：宍戸錠
徳川家筆頭家老。家康の側近で信長の安土築城後に家康とともに招かれる。毒舌に加え細やかな観察眼を持ち、秀吉の髭の薄さを揶揄している。また安土では光秀による接待の際、数正とともに次々と注文をつけ、これが信長と光秀の関係悪化に拍車をかけた。
- 石川数正：誠直也
本多に次ぐ徳川家筆頭家老。小牧・長久手の戦いの後、秀吉に懐柔される。
- 酒井忠次：真夏竜
本多、石川に次ぐ徳川家重臣。

### 毛利家
- 毛利輝元：風間正広
- 小早川隆景：山崎海童
輝元の叔父。
- 安国寺恵瓊：中条きよし
京都から追われた足利義昭の身柄を引き取る。
- 吉川元長：田中允貴
輝元の従兄。
- 清水宗治：真田五郎
毛利家臣。自らの切腹と家臣の助命を条件に秀吉に降伏。

### 浅井家
- 浅井長政：宅麻伸[注 10]。
北近江小谷城主。清廉な人物で、市の行列に随行した柴田と秀吉をねぎらい城へ招いた。信長を兄上と呼び友好を図ったが、信長の朝倉攻めの際は苦境に立つ。秀吉に万福丸を託し、秘めていた天下への野望を吐露したが、信長に討たれる。
- 万福丸：穴井隆文
長政と市の子。長政自刃後、信長の命により柴田勝家に殺される。
- 初→お初：登坂瞳→湯原麻利絵
長政と市の子で、茶々（淀）の妹で小督の姉。京極高次に嫁ぐ。
- 小督：徳島更紗→濱松恵
長政と市の子。茶々（淀）と初の妹。
- 浅井久政：梅野泰靖
長政の父。息子とともに信長に討たれる。

### その他の武将
- 足利義昭：玉置浩二
室町幕府第15代将軍。無能で奇声を発したりだらしのない振る舞いをすることが多い。
信長の助力で将軍になれた恩から「父上と呼び慕う」とまで言ったが、後に敵対する。しかし信長の反撃に敗れ、まるで悪さをした息子のごとく「父上！もういたしませぬ！」と命乞いした。
後年、生き延びた義昭は天下人となった秀吉の前に初老の頭巾姿で再登場し、蹴鞠の遊び相手となっている場面が描かれた。その際は秀吉を「殿下」と呼んでいる。
- 今川義元：米倉斉加年
駿河の太守。京へ最も近い戦国大名として諸国から一目置かれているが、当の本人は京風の雅と美意識を優先し戦場を烏帽子姿で輿に乗って移動して「暑い」と不満を口にする人物であった。光秀は義元を当初の主君と心にきめ鉄砲の威力を説いたが、義元は硝煙にむせながら戦に不向きと相手にしなかった。桶狭間で信長に討たれる。なお、秀吉が最初に仕えた松下之綱は今川家臣である。
- 荒木村重：大杉漣
有岡城主。織田家家臣となり、光秀の養女を長男の嫁に貰っている。後に豊臣家家臣となる。
- 宇喜多直家：秋山道男
岡山城主。秀家の実父。
- 別所長治：伊藤高
三木城主。
- 松永久秀：秋間登
信貴山城主。信長に仕えるが、反逆したために攻められ、自爆する。その際、石川五右衛門に愛用の陶器を奪取される。
- 尼子勝久：高場隆義
尼子家当主。尼子家の再興を目論んで秀吉の指揮下に入った。
- 山中鹿介：梅垣義明
尼子家臣。
- 穴山梅雪：サンダー杉山
武田家臣。勝頼の従兄だが、離反して信長に仕える。本能寺の変時に落ち武者狩りで死亡。

### その他
- 山科：朱源実
公家。
- 千宗易→千利休：仲代達矢
茶人だが、秀吉の配下として島津家との交渉を務めるなどの活躍も果たす。秀長の頼みで渋々黄金の茶室を設計する。後に秀吉との諍いで処刑されるが、秀吉自身はこれに後ろめたさを感じていた模様。
- お京：香山美子
利休の妻。
- お吟：仲代奈緒
利休の四女だが、お京の実子ではない。秀長の妻となる。父の末路を見て豊臣家に失望しながら自害した。
- 山上宗二：加藤久詞
茶人。
- 里村紹巴：阪脩
連歌師。
- 曲直瀬道三：大川義幸
医師。
- 神谷宗湛：木下秀雄
商人。
- 能登屋：川辺久造
商人。
- べに屋：西村淳二
商人。
- がんまく→石川五右衛門：赤井英和
秀吉の幼馴染み。最初は秀吉と一緒に織田家に仕官して足軽になったが、今川の侵攻を恐れて逃げ出してしまう。その後は今川の兵、小六の配下と立場を変えていった。立身出生していく秀吉に嫉妬しながら、京・大坂で盗賊として活動する。天下人となった秀吉とは酒の席での喧嘩から次第に対立する。三条河原で釜茹での刑に処せられようとするおたきを救うため処刑場に乱入。石田三成がおたきの助命を朝鮮出兵のプロパガンダに利用しようとすると、なかの墓所を野ざらしにしてまで朝鮮出兵に没頭する秀吉を非難して自ら釜に飛び込み、おたきとともに生涯を終える。
- おたき：涼風真世
五右衛門の妻。捕らえられ三条河原で釜茹での刑に処せられることになる。
- りゅう：蓮池貴人 →杉山丈二
五右衛門の子。上述の酒の席でのトラブルから父とともに秀吉に追われる身となる。聚楽第に秀吉を侮辱する落書きをしたこと、それを取り締まりにきた兵を殺害したことで石田三成の手の者に捕縛され処刑された。彼の骨壷は秀長の手で両親の元へ護送された。
- ルイス・フロイス：テリー・オブライエン
宣教師。

### 架空 / 実在不明（主な配役のみ）
- おせん：八代亜紀

五右衛門の仲間。元は自慢の歌を披露する旅芸人だった。釜茹でにされる五右衛門夫婦の最期を見届けた。
- たか：清水ひとみ

五右衛門の仲間。上述の酒の席で秀吉への糾弾に怒った家臣の刃から五右衛門を庇って命を落とす。これがきっかけとなり、五右衛門と秀吉の仲に亀裂が生じる。
- はま：福島珠美
- 足軽頭：桜金造

今川家の足軽頭。足軽をしているがんまくを酒に誘って飲み始めるが、まもなく討死にする。

## スタッフ
- 脚本：竹山洋
- 原作：堺屋太一（『秀吉〜夢を超えた男〜』『鬼と人と 信長と光秀』『豊臣秀長』より）
- 音楽：小六禮次郎
- テーマ音楽演奏：NHK交響楽団
- 指揮：大友直人
- 演奏：ダッド・ミュージック
- トランペット演奏：津堅直弘（NHK交響楽団トランペット奏者）
- パンフルート演奏：藤山明
- 挿入歌「泡沫〜UTAKATA〜」（歌：八代亜紀）
- 題字：森繁久彌
- 語り：宮本隆治
- :基本的に語り役は宮本隆治だが、所々になか役の市原悦子、なかの死後はおね役の沢口靖子も語りを行った。宮本は状況説明、市原・沢口は心情説明と役割分担がなされている。
- 時代考証：小和田哲男、下山治久
- 風俗考証：二木謙一
- 建築考証：平井聖
- 衣装考証：小泉清子
- 所作指導：猿若清三郎
- 茶道指導：鈴木宗卓、秋山宗和
- 芸能考証：野村万之丞
- 殺陣武術指導：林邦史朗
- 馬術指導：日馬伸
- 華道指導：杉本康子
- 撮影協力：岩手県江刺市（現・奥州市）、西本願寺
- 方言指導：芦沢孝子、山崎海童（本作にも出演）、井上裕季子
- 蹴鞠指導：小谷博義
- 鷹匠指導：富田俊夫
- 書道指導：小池欣仁、望月暁云
- 剃髪指導：中川勝利
- タイトル映像：坂美佐子
- 制作統括：西村与志木
- 制作：吉川幸司
- 演出：佐藤幹夫、黛りんたろう、柴田岳志、真銅健嗣、鹿島由晴、大友啓史、加藤拓、中島由貴

## 受賞歴
- 第11回ザテレビジョンドラマアカデミー賞[3][4]
  - 最優秀作品賞
  - 監督賞（佐藤幹夫､黛りんたろう､柴田岳志､真銅健嗣､鹿島由晴､大友啓史､加藤拓､中島由貴ほか）

## 放送
特記がない限りNHKクロニクルのNHK番組表ヒストリーで確認。

### 通常放送時間
- NHK総合テレビジョン：毎週日曜 20時00分 - 20時45分
- NHK衛星第2テレビジョン：毎週日曜 21時45分-22時29分（第13回まで）、22時30分-23時14分（第14回から）[注 11]
- （再放送）NHK総合テレビジョン：毎週土曜 13時05分-13時50分[注 11]

### 放送日程
- 第1回は40分繰り上げかつ40分延長。
- 8月4日はアトランタオリンピック男子マラソン放映のため休止
- 10月20日は第41回衆議院議員総選挙開票速報のため休止

| 放送回                                                     | 放送日   | サブタイトル       | 演出         | 視聴率 |
| ---------------------------------------------------------- | -------- | ------------------ | ------------ | ------ |
| 第1回                                                      | 1月7日   | 太陽の子           | 佐藤幹夫     | 26.6%  |
| 第2回                                                      | 1月14日  | 桶狭間の奇跡       | 佐藤幹夫     | 29.2%  |
| 第3回                                                      | 1月21日  | 運命の花嫁         | 黛りんたろう | 33.5%  |
| 第4回                                                      | 1月28日  | 黄金兄弟           | 黛りんたろう | 33.1%  |
| 第5回                                                      | 2月4日   | 男の値段           | 佐藤幹夫     | 34.6%  |
| 第6回                                                      | 2月11日  | 一夜城             | 柴田岳志     | 35.0%  |
| 第7回                                                      | 2月18日  | 妻の秘密           | 黛りんたろう | 33.7%  |
| 第8回                                                      | 2月25日  | 知らぬ顔の半兵衛   | 佐藤幹夫     | 33.2%  |
| 第9回                                                      | 3月3日   | 猿のかく乱         | 柴田岳志     | 32.0%  |
| 第10回                                                     | 3月10日  | 浮気いたし候       | 黛りんたろう | 37.4%  |
| 第11回                                                     | 3月17日  | 絶体絶命           | 佐藤幹夫     | 34.7%  |
| 第12回                                                     | 3月24日  | 比叡山焼き打ち     | 柴田岳志     | 31.2%  |
| 第13回                                                     | 3月31日  | 極秘情報           | 黛りんたろう | 30.7%  |
| 第14回                                                     | 4月7日   | 小谷落城           | 佐藤幹夫     | 28.4%  |
| 第15回                                                     | 4月14日  | どくろの盃         | 柴田岳志     | 32.7%  |
| 第16回                                                     | 4月21日  | 隠し子発覚!        | 黛りんたろう | 33.5%  |
| 第17回                                                     | 4月28日  | かあちゃんと母御前 | 佐藤幹夫     | 28.0%  |
| 第18回                                                     | 5月5日   | 切腹命令           | 柴田岳志     | 29.4%  |
| 第19回                                                     | 5月12日  | 父の家出           | 黛りんたろう | 31.7%  |
| 第20回                                                     | 5月19日  | 軍師の条件         | 真銅健嗣     | 32.4%  |
| 第21回                                                     | 5月26日  | 命の重さ           | 柴田岳志     | 31.2%  |
| 第22回                                                     | 6月2日   | 母御前、はりつけ   | 黛りんたろう | 30.6%  |
| 第23回                                                     | 6月9日   | 半兵衛の死         | 佐藤幹夫     | 36.2%  |
| 第24回                                                     | 6月16日  | 左遷寸前           | 柴田岳志     | 32.8%  |
| 第25回                                                     | 6月23日  | 温泉に行きたく候   | 大友啓史     | 33.9%  |
| 第26回                                                     | 6月30日  | 史上最大のお歳暮   | 真銅健嗣     | 33.2%  |
| 第27回                                                     | 7月7日   | 三成登場           | 佐藤幹夫     | 31.3%  |
| 第28回                                                     | 7月14日  | 高松城水攻め       | 柴田岳志     | 33.5%  |
| 第29回                                                     | 7月21日  | 敵は本能寺         | 黛りんたろう | 31.2%  |
| 第30回                                                     | 7月28日  | 信長、死す         | 佐藤幹夫     | 26.4%  |
| 第31回                                                     | 8月11日  | 天下への道         | 柴田岳志     | 26.8%  |
| 第32回                                                     | 8月18日  | 夢を継ぐ者         | 鹿島由晴     | 29.7%  |
| 第33回                                                     | 8月25日  | 光秀の首           | 黛りんたろう | 29.9%  |
| 第34回                                                     | 9月1日   | 女の天下獲り       | 佐藤幹夫     | 31.8%  |
| 第35回                                                     | 9月8日   | 美しき刺客         | 柴田岳志     | 33.1%  |
| 第36回                                                     | 9月15日  | 家康VS秀吉         | 加藤拓       | 29.5%  |
| 第37回                                                     | 9月22日  | 天子様の御落胤!?   | 黛りんたろう | 31.8%  |
| 第38回                                                     | 9月29日  | 黄金の茶室         | 加藤拓       | 23.9%  |
| 第39回                                                     | 10月6日  | かあちゃん、人質   | 佐藤幹夫     | 22.2%  |
| 第40回                                                     | 10月13日 | 誘惑               | 中島由貴     | 27.9%  |
| 第41回                                                     | 10月27日 | 決別の朝顔         | 黛りんたろう | 29.1%  |
| 第42回                                                     | 11月3日  | 淀の子、誕生       | 柴田岳志     | 25.0%  |
| 第43回                                                     | 11月10日 | 花戦さでござる     | 大友啓史     | 27.2%  |
| 第44回                                                     | 11月17日 | 秀長、逝く         | 佐藤幹夫     | 29.1%  |
| 第45回                                                     | 11月24日 | 利休切腹           | 黛りんたろう | 30.0%  |
| 第46回                                                     | 12月1日  | 母の悲しみ         | 佐藤幹夫     | 30.5%  |
| 第47回                                                     | 12月8日  | かあちゃんの死!    | 柴田岳志     | 25.9%  |
| 第48回                                                     | 12月15日 | 五右衛門、釜ゆで   | 佐藤幹夫     | 27.3%  |
| 最終回                                                     | 12月22日 | 夢のまた夢         | 黛りんたろう | 27.1%  |
| 平均視聴率30.5% （視聴率は関東地区・ビデオリサーチ社調べ） |          |                    |              |        |

### 総集編
1. 太陽の子　　12月27日20:00-21:14
2. 天下布武　　12月28日20:00-21:14
3. 本能寺の変　12月29日20:00-21:14
4. 夢のまた夢　12月30日20:00-21:11

※総集編はNHKアーカイブスで視聴可能。

## 映像ソフト化と再放送
本作も通常放送回・総集編のマスター素材は全て保存されているが、総集編が2003年の正月に総合テレビで一括放送されたのを除き、通常放送回は長年にわたりスカパー!の有料専門チャンネルでも再放送されず、NHKアーカイブスでの視聴も不可能であった。背景に出演者の権利問題などが噂され映像ソフト化も完全版・総集編共に行われてこなかったが、放送開始から16年経った2012年1月25日に前半部を収めた『完全版第壱集』、同年3月には後半部を収めた『完全版第弐集』と『総集編』のDVDが発売された。併せてレンタル盤もリリースされ、チャンネル銀河では2012年2月13日、2014年2月3日より放送が開始された。時代劇専門チャンネルでは、2019年4月から放送された。